# 苏珊夫人
《苏珊夫人》（Lady Susan）是简·奥斯丁创作的一篇简短的书信体小说，可能写于1794年，但直到1871年才出版。

## 情節概要
这篇书信体小说是简·奥斯丁早期完成的作品，但她从未提交出版过。描述了寡妇苏珊夫人为她自己寻找新的丈夫，并且她也决定要将自己的女儿也嫁出去的计划。

## 中文譯本
這部小說中譯僅在奥斯丁精選集中出現，直到2016年好讀發行以書名《蘇珊夫人》出版。
- 《奥斯丁精選集》(選譯《蘇珊夫人》)，朱虹編譯，山東文藝出版社，1999年9月
- 《沙地屯》(附《蘇珊夫人》)，常立、車振華譯，上海三聯書店，2014年4月
- 《蘇珊夫人》(附《愛與友誼》)，劉珮芳, 陳筱宛譯，臺中好讀發行出版，2016年8月

## 改編作品
本書的改編電影《蘇珊夫人尋婚計》於2016年上映，由惠特·史蒂曼執導，女主角蘇珊夫人為凱特·貝琴薩飾演。